# Cadel Evans Great Ocean Road Race 2023
Cadel Evans Great Ocean Road Race 2023 var den sjunde upplagan av cykelloppet Cadel Evans Great Ocean Road Race som kördes den 29 januari 2023 med både start och målgång i Geelong. Loppet var en del av UCI World Tour 2023 och vanns av tyska Marius Mayrhofer från cykelstallet Team DSM. Det var första upplagan av Cadel Evans Great Ocean Road Race sedan 2020.

## Deltagande lag
| WorldTeams (11)- AG2R Citroën Team - Arkéa-Samsic - Bora-Hansgrohe - EF Education-EasyPost - Ineos Grenadiers - Intermarché-Circus-Wanty - Soudal Quick-Step - Team Jayco AlUla - Team DSM - Trek-Segafredo - UAE Team Emirates ProTeams (2)- Israel-Premier Tech - Bolton Equities Black Spoke Pro Cycling Landslag med sponsornamn- UniSA-Australia |
| |

## Resultat
| \| Totaltävlingen \| Totaltävlingen \| Totaltävlingen \| Totaltävlingen \| Totaltävlingen \| \| Cyklist \| Cyklist \| Lag \| Tid \| \| \| -------------- \| ------------------ \| --------------------------------------- \| -------------- \| -------------- \| \| 1. \| Marius Mayrhofer \| Team DSM \| 4t 15' 11" \| \| \| 2. \| Hugo Page \| Intermarché-Circus-Wanty \| + 0" \| \| \| 3. \| Simon Clarke \| Israel-Premier Tech \| + 0" \| \| \| 4. \| Michael Matthews \| Team Jayco AlUla \| + 0" \| \| \| 5. \| Corbin Strong \| Israel-Premier Tech \| + 0" \| \| \| 6. \| Caleb Ewan \| UniSA-Australia \| + 0" \| \| \| 7. \| Dion Smith \| Intermarché-Circus-Wanty \| + 0" \| \| \| 8. \| Marc Hirschi \| UAE Team Emirates \| + 0" \| \| \| 9. \| George Bennett \| UAE Team Emirates \| + 0" \| \| \| 10. \| Sean Quinn \| EF Education-EasyPost \| + 0" \| \| \| 11. \| Kévin Ledanois \| Arkéa-Samsic \| + 0" \| \| \| 12. \| Aaron Gate \| Bolton Equities Black Spoke Pro Cycling \| + 0" \| \| \| 13. \| Natnael Tesfatsion \| Trek-Segafredo \| + 0" \| \| \| 14. \| Mauro Schmid \| Soudal Quick-Step \| + 0" \| \| \| 15. \| Luke Plapp \| Ineos Grenadiers \| + 0" \| \| |                    |                                         |            |
| |                    |                                         |            |
| Källa: ProCyclingStats |                    |                                         |            |
| Totaltävlingen |                    |                                         |            |
| Cyklist | Cyklist            | Lag                                     | Tid        |
| 1. | Marius Mayrhofer   | Team DSM                                | 4t 15' 11" |
| 2. | Hugo Page          | Intermarché-Circus-Wanty                | + 0"       |
| 3. | Simon Clarke       | Israel-Premier Tech                     | + 0"       |
| 4. | Michael Matthews   | Team Jayco AlUla                        | + 0"       |
| 5. | Corbin Strong      | Israel-Premier Tech                     | + 0"       |
| 6. | Caleb Ewan         | UniSA-Australia                         | + 0"       |
| 7. | Dion Smith         | Intermarché-Circus-Wanty                | + 0"       |
| 8. | Marc Hirschi       | UAE Team Emirates                       | + 0"       |
| 9. | George Bennett     | UAE Team Emirates                       | + 0"       |
| 10. | Sean Quinn         | EF Education-EasyPost                   | + 0"       |
| 11. | Kévin Ledanois     | Arkéa-Samsic                            | + 0"       |
| 12. | Aaron Gate         | Bolton Equities Black Spoke Pro Cycling | + 0"       |
| 13. | Natnael Tesfatsion | Trek-Segafredo                          | + 0"       |
| 14. | Mauro Schmid       | Soudal Quick-Step                       | + 0"       |
| 15. | Luke Plapp         | Ineos Grenadiers                        | + 0"       |

## Startlista
| Soudal Quick-Step SOQ | Soudal Quick-Step SOQ | Soudal Quick-Step SOQ |
| --------------------- | --------------------- | --------------------- |
| #                     | Cyklist               | Placering             |
| 1                     | Mattia Cattaneo (ITA) | DNF                   |
| 2                     | Stan Van Tricht (BEL) | 44.                   |
| 3                     | Dries Devenyns (BEL)  | 83.                   |
| 4                     | James Knox (GBR)      | 61.                   |
| 5                     | Mauro Schmid (SUI)    | 14.                   |
| 6                     | Jannik Steimle (GER)  | 38.                   |
| 7                     | Martin Svrček (SVK)   | DNF                   |

| AG2R Citroën Team ACT | AG2R Citroën Team ACT | AG2R Citroën Team ACT |
| --------------------- | --------------------- | --------------------- |
| #                     | Cyklist               | Placering             |
| 11                    | Ben O'Connor (AUS)    | 46.                   |
| 12                    | Alex Baudin (FRA)     | 45.                   |
| 13                    | Dorian Godon (FRA)    | 52.                   |
| 14                    | Paul Lapeira (FRA)    | 27.                   |
| 15                    | Nans Peters (FRA)     | 35.                   |
| 16                    | Michael Schär (SUI)   | 39.                   |
| 17                    | Damien Touzé (FRA)    | 25.                   |

| Bora-Hansgrohe BOH | Bora-Hansgrohe BOH          | Bora-Hansgrohe BOH |
| ------------------ | --------------------------- | ------------------ |
| #                  | Cyklist                     | Placering          |
| 21                 | Shane Archbold (NZL)        | DNF                |
| 22                 | Marco Haller (AUT)          | 22.                |
| 23                 | Jai Hindley (AUS)           | 32.                |
| 24                 | Luis-Joe Lührs (GER)        | DNF                |
| 25                 | Jordi Meeus (BEL)           | 41.                |
| 26                 | Maximilian Schachmann (GER) | 18.                |
| 27                 | Giovanni Aleotti (ITA)      | 53.                |

| EF Education-EasyPost EFE | EF Education-EasyPost EFE   | EF Education-EasyPost EFE |
| ------------------------- | --------------------------- | ------------------------- |
| #                         | Cyklist                     | Placering                 |
| 31                        | Alberto Bettiol (ITA)       | 31.                       |
| 32                        | Mikkel Frølich Honoré (DEN) | 17.                       |
| 33                        | Jens Keukeleire (BEL)       | 34.                       |
| 34                        | Sean Quinn (USA)            | 10.                       |
| 35                        | Jonas Rutsch (GER)          | 56.                       |
| 36                        | Thomas Scully (NZL)         | DNF                       |
| 37                        | Łukasz Wiśniowski (POL)     | DNF                       |

| Ineos Grenadiers IGD | Ineos Grenadiers IGD        | Ineos Grenadiers IGD |
| -------------------- | --------------------------- | -------------------- |
| #                    | Cyklist                     | Placering            |
| 41                   | Ethan Hayter (GBR)          | 82.                  |
| 42                   | Leo Hayter (GBR)            | 65.                  |
| 43                   | Kim Heiduk (GER)            | 71.                  |
| 44                   | Luke Plapp (AUS) (landsväg) | 15.                  |
| 45                   | Magnus Sheffield (USA)      | DNF                  |
| 46                   | Ben Swift (GBR)             | 57.                  |
| 47                   | Cameron Wurf (AUS)          | DNF                  |

| Intermarché-Circus-Wanty ICW | Intermarché-Circus-Wanty ICW | Intermarché-Circus-Wanty ICW |
| ---------------------------- | ---------------------------- | ---------------------------- |
| #                            | Cyklist                      | Placering                    |
| 51                           | Sven Erik Bystrøm (NOR)      | 24.                          |
| 52                           | Julius Johansen (DEN)        | 76.                          |
| 53                           | Hugo Page (FRA)              | 2.                           |
| 54                           | Gerben Thijssen (BEL)        | 81.                          |
| 55                           | Taco van der Hoorn (NED)     | 79.                          |
| 56                           | Boy van Poppel (NED)         | 74.                          |
| 57                           | Dion Smith (NZL)             | 7.                           |

| UAE Team Emirates UAD | UAE Team Emirates UAD   | UAE Team Emirates UAD |
| --------------------- | ----------------------- | --------------------- |
| #                     | Cyklist                 | Placering             |
| 61                    | Sjoerd Bax (NED)        | 49.                   |
| 62                    | George Bennett (NZL)    | 9.                    |
| 63                    | Alessandro Covi (ITA)   | 42.                   |
| 64                    | Finn Fisher-Black (NZL) | 37.                   |
| 65                    | Marc Hirschi (SUI)      | 8.                    |
| 66                    | Jay Vine (AUS)          | 28.                   |
| 67                    | Michael Vink (NZL)      | DNF                   |

| Arkéa-Samsic ARK | Arkéa-Samsic ARK       | Arkéa-Samsic ARK |
| ---------------- | ---------------------- | ---------------- |
| #                | Cyklist                | Placering        |
| 71               | Élie Gesbert (FRA)     | 23.              |
| 72               | Mathis Le Berre (FRA)  | 66.              |
| 73               | Alessandro Verre (ITA) | 54.              |
| 74               | Ewen Costiou (FRA)     | 70.              |
| 75               | Hugo Hofstetter (FRA)  | 60.              |
| 76               | Łukasz Owsian (POL)    | 55.              |
| 77               | Kévin Ledanois (FRA)   | 11.              |

| Team Jayco AlUla JAY | Team Jayco AlUla JAY   | Team Jayco AlUla JAY |
| -------------------- | ---------------------- | -------------------- |
| #                    | Cyklist                | Placering            |
| 81                   | Luke Durbridge (AUS)   | 72.                  |
| 82                   | Lucas Hamilton (AUS)   | 36.                  |
| 83                   | Michael Hepburn (AUS)  | 73.                  |
| 84                   | Campbell Stewart (NZL) | DNF                  |
| 85                   | Kelland O'Brien (AUS)  | 21.                  |
| 86                   | Michael Matthews (AUS) | 4.                   |
| 87                   | Simon Yates (GBR)      | 47.                  |

| Team DSM DSM | Team DSM DSM           | Team DSM DSM |
| ------------ | ---------------------- | ------------ |
| #            | Cyklist                | Placering    |
| 92           | Matthew Dinham (AUS)   | 30.          |
| 93           | Chris Hamilton (AUS)   | 51.          |
| 94           | Marius Mayrhofer (GER) | 1.           |
| 95           | Romain Combaud (FRA)   | 59.          |
| 96           | Tim Naberman (NED)     | 77.          |
| 97           | Martijn Tusveld (NED)  | 58.          |

| Trek-Segafredo TFS | Trek-Segafredo TFS       | Trek-Segafredo TFS |
| ------------------ | ------------------------ | ------------------ |
| #                  | Cyklist                  | Placering          |
| 101                | Filippo Baroncini (ITA)  | 40.                |
| 102                | Marc Brustenga (ESP)     | DNS                |
| 103                | Tony Gallopin (FRA)      | 19.                |
| 104                | Asbjørn Hellemose (DEN)  | DNS                |
| 105                | Emīls Liepiņš (LAT)      | 67.                |
| 106                | Natnael Tesfatsion (ERI) | 13.                |
| 107                | Antonio Tiberi (ITA)     | 16.                |

| Israel-Premier Tech IPT | Israel-Premier Tech IPT | Israel-Premier Tech IPT |
| ----------------------- | ----------------------- | ----------------------- |
| #                       | Cyklist                 | Placering               |
| 111                     | Daryl Impey (RSA)       | 26.                     |
| 112                     | Corbin Strong (NZL)     | 5.                      |
| 113                     | Simon Clarke (AUS)      | 3.                      |
| 114                     | Taj Jones (AUS)         | 80.                     |
| 115                     | Sebastian Berwick (AUS) | 33.                     |
| 116                     | Chris Froome (GBR)      | DNF                     |
| 117                     | Derek Gee (CAN)         | 62.                     |

| Bolton Equities Black Spoke Pro Cycling BEB | Bolton Equities Black Spoke Pro Cycling BEB | Bolton Equities Black Spoke Pro Cycling BEB |
| ------------------------------------------- | ------------------------------------------- | ------------------------------------------- |
| #                                           | Cyklist                                     | Placering                                   |
| 121                                         | James Fouché (NZL) (landsväg)               | 20.                                         |
| 122                                         | James Oram (NZL)                            | 29.                                         |
| 123                                         | Logan Currie (NZL)                          | 43.                                         |
| 124                                         | Luke Mudgway (NZL)                          | 78.                                         |
| 125                                         | Thomas Sexton (NZL)                         | 68.                                         |
| 126                                         | George Jackson (NZL)                        | DNF                                         |
| 127                                         | Aaron Gate (NZL)                            | 12.                                         |

| UniSA-Australia AUS | UniSA-Australia AUS   | UniSA-Australia AUS |
| ------------------- | --------------------- | ------------------- |
| #                   | Cyklist               | Placering           |
| 131                 | Caleb Ewan (AUS)      | 6.                  |
| 132                 | Jarrad Drizners (AUS) | 63.                 |
| 133                 | Zac Marriage (AUS)    | 75.                 |
| 134                 | Liam Walsh (AUS)      | 48.                 |
| 135                 | Kane Richards (AUS)   | 64.                 |
| 136                 | Declan Trezise (AUS)  | 69.                 |
| 137                 | Elliot Schultz (AUS)  | 50.                 |

| Soudal Quick-Step SOQ | Soudal Quick-Step SOQ | Soudal Quick-Step SOQ |
| --------------------- | --------------------- | --------------------- |
| #                     | Cyklist               | Placering             |
| 1                     | Mattia Cattaneo (ITA) | DNF                   |
| 2                     | Stan Van Tricht (BEL) | 44.                   |
| 3                     | Dries Devenyns (BEL)  | 83.                   |
| 4                     | James Knox (GBR)      | 61.                   |
| 5                     | Mauro Schmid (SUI)    | 14.                   |
| 6                     | Jannik Steimle (GER)  | 38.                   |
| 7                     | Martin Svrček (SVK)   | DNF                   |

| AG2R Citroën Team ACT | AG2R Citroën Team ACT | AG2R Citroën Team ACT |
| --------------------- | --------------------- | --------------------- |
| #                     | Cyklist               | Placering             |
| 11                    | Ben O'Connor (AUS)    | 46.                   |
| 12                    | Alex Baudin (FRA)     | 45.                   |
| 13                    | Dorian Godon (FRA)    | 52.                   |
| 14                    | Paul Lapeira (FRA)    | 27.                   |
| 15                    | Nans Peters (FRA)     | 35.                   |
| 16                    | Michael Schär (SUI)   | 39.                   |
| 17                    | Damien Touzé (FRA)    | 25.                   |

| Bora-Hansgrohe BOH | Bora-Hansgrohe BOH          | Bora-Hansgrohe BOH |
| ------------------ | --------------------------- | ------------------ |
| #                  | Cyklist                     | Placering          |
| 21                 | Shane Archbold (NZL)        | DNF                |
| 22                 | Marco Haller (AUT)          | 22.                |
| 23                 | Jai Hindley (AUS)           | 32.                |
| 24                 | Luis-Joe Lührs (GER)        | DNF                |
| 25                 | Jordi Meeus (BEL)           | 41.                |
| 26                 | Maximilian Schachmann (GER) | 18.                |
| 27                 | Giovanni Aleotti (ITA)      | 53.                |

| EF Education-EasyPost EFE | EF Education-EasyPost EFE   | EF Education-EasyPost EFE |
| ------------------------- | --------------------------- | ------------------------- |
| #                         | Cyklist                     | Placering                 |
| 31                        | Alberto Bettiol (ITA)       | 31.                       |
| 32                        | Mikkel Frølich Honoré (DEN) | 17.                       |
| 33                        | Jens Keukeleire (BEL)       | 34.                       |
| 34                        | Sean Quinn (USA)            | 10.                       |
| 35                        | Jonas Rutsch (GER)          | 56.                       |
| 36                        | Thomas Scully (NZL)         | DNF                       |
| 37                        | Łukasz Wiśniowski (POL)     | DNF                       |

| Ineos Grenadiers IGD | Ineos Grenadiers IGD        | Ineos Grenadiers IGD |
| -------------------- | --------------------------- | -------------------- |
| #                    | Cyklist                     | Placering            |
| 41                   | Ethan Hayter (GBR)          | 82.                  |
| 42                   | Leo Hayter (GBR)            | 65.                  |
| 43                   | Kim Heiduk (GER)            | 71.                  |
| 44                   | Luke Plapp (AUS) (landsväg) | 15.                  |
| 45                   | Magnus Sheffield (USA)      | DNF                  |
| 46                   | Ben Swift (GBR)             | 57.                  |
| 47                   | Cameron Wurf (AUS)          | DNF                  |

| Intermarché-Circus-Wanty ICW | Intermarché-Circus-Wanty ICW | Intermarché-Circus-Wanty ICW |
| ---------------------------- | ---------------------------- | ---------------------------- |
| #                            | Cyklist                      | Placering                    |
| 51                           | Sven Erik Bystrøm (NOR)      | 24.                          |
| 52                           | Julius Johansen (DEN)        | 76.                          |
| 53                           | Hugo Page (FRA)              | 2.                           |
| 54                           | Gerben Thijssen (BEL)        | 81.                          |
| 55                           | Taco van der Hoorn (NED)     | 79.                          |
| 56                           | Boy van Poppel (NED)         | 74.                          |
| 57                           | Dion Smith (NZL)             | 7.                           |

| UAE Team Emirates UAD | UAE Team Emirates UAD   | UAE Team Emirates UAD |
| --------------------- | ----------------------- | --------------------- |
| #                     | Cyklist                 | Placering             |
| 61                    | Sjoerd Bax (NED)        | 49.                   |
| 62                    | George Bennett (NZL)    | 9.                    |
| 63                    | Alessandro Covi (ITA)   | 42.                   |
| 64                    | Finn Fisher-Black (NZL) | 37.                   |
| 65                    | Marc Hirschi (SUI)      | 8.                    |
| 66                    | Jay Vine (AUS)          | 28.                   |
| 67                    | Michael Vink (NZL)      | DNF                   |

| Arkéa-Samsic ARK | Arkéa-Samsic ARK       | Arkéa-Samsic ARK |
| ---------------- | ---------------------- | ---------------- |
| #                | Cyklist                | Placering        |
| 71               | Élie Gesbert (FRA)     | 23.              |
| 72               | Mathis Le Berre (FRA)  | 66.              |
| 73               | Alessandro Verre (ITA) | 54.              |
| 74               | Ewen Costiou (FRA)     | 70.              |
| 75               | Hugo Hofstetter (FRA)  | 60.              |
| 76               | Łukasz Owsian (POL)    | 55.              |
| 77               | Kévin Ledanois (FRA)   | 11.              |

| Team Jayco AlUla JAY | Team Jayco AlUla JAY   | Team Jayco AlUla JAY |
| -------------------- | ---------------------- | -------------------- |
| #                    | Cyklist                | Placering            |
| 81                   | Luke Durbridge (AUS)   | 72.                  |
| 82                   | Lucas Hamilton (AUS)   | 36.                  |
| 83                   | Michael Hepburn (AUS)  | 73.                  |
| 84                   | Campbell Stewart (NZL) | DNF                  |
| 85                   | Kelland O'Brien (AUS)  | 21.                  |
| 86                   | Michael Matthews (AUS) | 4.                   |
| 87                   | Simon Yates (GBR)      | 47.                  |

| Team DSM DSM | Team DSM DSM           | Team DSM DSM |
| ------------ | ---------------------- | ------------ |
| #            | Cyklist                | Placering    |
| 92           | Matthew Dinham (AUS)   | 30.          |
| 93           | Chris Hamilton (AUS)   | 51.          |
| 94           | Marius Mayrhofer (GER) | 1.           |
| 95           | Romain Combaud (FRA)   | 59.          |
| 96           | Tim Naberman (NED)     | 77.          |
| 97           | Martijn Tusveld (NED)  | 58.          |

| Trek-Segafredo TFS | Trek-Segafredo TFS       | Trek-Segafredo TFS |
| ------------------ | ------------------------ | ------------------ |
| #                  | Cyklist                  | Placering          |
| 101                | Filippo Baroncini (ITA)  | 40.                |
| 102                | Marc Brustenga (ESP)     | DNS                |
| 103                | Tony Gallopin (FRA)      | 19.                |
| 104                | Asbjørn Hellemose (DEN)  | DNS                |
| 105                | Emīls Liepiņš (LAT)      | 67.                |
| 106                | Natnael Tesfatsion (ERI) | 13.                |
| 107                | Antonio Tiberi (ITA)     | 16.                |

| Israel-Premier Tech IPT | Israel-Premier Tech IPT | Israel-Premier Tech IPT |
| ----------------------- | ----------------------- | ----------------------- |
| #                       | Cyklist                 | Placering               |
| 111                     | Daryl Impey (RSA)       | 26.                     |
| 112                     | Corbin Strong (NZL)     | 5.                      |
| 113                     | Simon Clarke (AUS)      | 3.                      |
| 114                     | Taj Jones (AUS)         | 80.                     |
| 115                     | Sebastian Berwick (AUS) | 33.                     |
| 116                     | Chris Froome (GBR)      | DNF                     |
| 117                     | Derek Gee (CAN)         | 62.                     |

| Bolton Equities Black Spoke Pro Cycling BEB | Bolton Equities Black Spoke Pro Cycling BEB | Bolton Equities Black Spoke Pro Cycling BEB |
| ------------------------------------------- | ------------------------------------------- | ------------------------------------------- |
| #                                           | Cyklist                                     | Placering                                   |
| 121                                         | James Fouché (NZL) (landsväg)               | 20.                                         |
| 122                                         | James Oram (NZL)                            | 29.                                         |
| 123                                         | Logan Currie (NZL)                          | 43.                                         |
| 124                                         | Luke Mudgway (NZL)                          | 78.                                         |
| 125                                         | Thomas Sexton (NZL)                         | 68.                                         |
| 126                                         | George Jackson (NZL)                        | DNF                                         |
| 127                                         | Aaron Gate (NZL)                            | 12.                                         |

| UniSA-Australia AUS | UniSA-Australia AUS   | UniSA-Australia AUS |
| ------------------- | --------------------- | ------------------- |
| #                   | Cyklist               | Placering           |
| 131                 | Caleb Ewan (AUS)      | 6.                  |
| 132                 | Jarrad Drizners (AUS) | 63.                 |
| 133                 | Zac Marriage (AUS)    | 75.                 |
| 134                 | Liam Walsh (AUS)      | 48.                 |
| 135                 | Kane Richards (AUS)   | 64.                 |
| 136                 | Declan Trezise (AUS)  | 69.                 |
| 137                 | Elliot Schultz (AUS)  | 50.                 |

Förklaringar
DNF = Fullföljde inte, OTL = Utanför tidsgränsen, DNS = Startade inte, DSQ = Diskvalificerad